# Czech On-line Expo
Czech On-line Expo je český veletrh pro e-commerce a on-line business. Jeho součástí je každým rokem nejen kolem stovky vystavovatelů, několik zón pro jednotlivce (konzultanty, právníky, influencery, start-upy) ale také několik přednáškových sálů a více než 10 tematických konferencí ve dvou dnech. Pro ročník 2020 slibovali pořadatelé 10 sálů s 18 tematickými konferencemi a více než 150 odbornými přednáškami a workshopy. Czech On-line Expo se koná v Průmyslovém paláci na Výstavišti Praha. Záštitu nad akcí poskytla i Hospodářská komora České republiky.
V roce 2024 se akce poprvé konala pod novým majitelem se sto vystavovateli a sedmi přednáškovými sály.

## Návštěvnost akce
- Ročník 2018 (16.–17. března 2018) – cca 3 000 návštěvníků
- Ročník 2019 (29.–30. března 2019) – 5 314 návštěvníků (1. den 3 019, 2. den 2 295)[4]
- Ročník 2020/2021/2022 (plánováno na 2.–3. dubna 2020, z důvodu zákazu konání všech akcí nad 30 osob bylo několikrát přeloženo – aktuální termín 16.–17. února 2022) – předpokládaná návštěvnost 5 000 – 7 000 návštěvníků ve 2 dnech

### Témata přidružených konferencí
- SEO (Optimalizace pro vyhledávače)
- PPC
- UX & CRO
- Datová analytika
- Zákaznická péče
- HR v digitálu
- Logistika v e-commerce
- Balení v e-commere
- Sociální média a influenceři
- Copywriting a obsah
- E-mailing
- Expanze e-shopů za hranice ČR
- Vývoj e-shopů
- E-shopařský barcamp